# دورباخ
دورباخ (به آلمانی: Durbach) یک شهر در آلمان است که در ارتناوکرایس واقع شده‌است. دورباخ ۳٬۸۷۵ نفر جمعیت دارد.

## خواهرخوانده
شهرهای Bürserberg و شاتوبرنار خواهرخوانده‌های دورباخ هستند.